# Boson III. (La Marche)
Boson III. (auch Boso; † 1091) war ein Graf von La Marche aus dem Haus Périgord. Er war ein Sohn des Grafen Aldebert II. von La Marche und dessen Ehefrau Ponce.
Boson folgte seinem 1088 verstorbenen Vater als Graf von La Marche nach. Er befehdete den Grafen von Angoulême und belagerte 1091 dessen Burg von Confolens. Bei den Kämpfen um diese Burg wurde er schließlich getötet.
Da er keine Kinder hatte, wären seine Schwester Almodis und deren Ehemann Roger Poitevin de Montgommery, der als normannischer Adliger in England begütert war, die rechtmäßigen Erben der Marche gewesen. Aber ihr Onkel Odo bestritt mit der Unterstützung des Grafen von Angoulême ihre Erbrechte und übernahm die Herrschaft in der Marche. Zugleich aber erhob auch Hugo VI. von Lusignan, der mütterlicherseits mit dem Grafenhaus verwandt war, einen Anspruch auf das Erbe. Er und seine Nachkommen hielten an ihnen fest, auch gegen die Ansprüche des Hauses Montgommery, woraus die für die Lusignans zukünftig bekannte Fehdelust gegenüber deren Schutzherren aus dem Hause Plantagenet rührt.